# Valparaiso (Flórida)
Valparaiso é uma cidade localizada no estado americano da Flórida, no condado de Okaloosa. Foi incorporada em 1921.

## Geografia
De acordo com o United States Census Bureau, a cidade tem uma área de 33 km², onde 30,7 km² estão cobertos por terra e 2,3 km² por água.

### Localidades na vizinhança
O diagrama seguinte representa as localidades num raio de 16 km ao redor de Valparaiso.

## Demografia
Segundo o censo nacional de 2010, a sua população é de 5 036 habitantes e sua densidade populacional é de 164,1 hab/km². Possui 1 939 residências, que resulta em uma densidade de 63,2 residências/km². É a localidade que, em 10 anos, teve a maior redução populacional do condado de Okaloosa.